# Eltmann
Eltmann – miasto w Niemczech, w kraju związkowym Bawaria, w rejencji Dolna Frankonia, w regionie Main-Rhön, w powiecie Haßberge. Leży ok. 15 km na południowy wschód od Haßfurta, nad Menem, przy autostradzie A70, drodze B26 i linii kolejowej Schweinfurt – Bamberg.

## Dzielnice
W skład miasta wchodzą następujące dzielnice: 
- Eltmann
- Dippach
- Eschenbach
- Lembach
- Limbach
- Roßstadt
- Weisbrunn

## Polityka
Burmistrzem jest Michael Ziegler z CSU. Rada miasta składa się z 23 członków:
|      | CSU | SPD | ÜPL | Lista Limbacher | Razem      |
| 2002 | 11  | 6   | 4   | 2               | 23 miejsca |

## Zabytki i atrakcje
- zamek Wallburg z XIV wieku
- kościół pielgrzymkowy Maria Limbach, wybudowany w latach 1751–1755 według planów Balthasara Neumanna